# Đông An, Mẫu Đơn Giang
Đông An (chữ Hán giản thể: 东安区, âm Hán Việt: Đông An khu) là một quận thuộc địa cấp thị Mẫu Đơn Giang, tỉnh Hắc Long Giang, Cộng hòa Nhân dân Trung Hoa. Quận Đông An có diện tích 566 km², dân số 180.000 người. Mã số bưu chính của quận Đông An là 157000. Quận Đông An được chia thành 5 nhai đạo biện sự xứ: Thất Tinh, Tân An, Trường An, Ngũ Tinh, Hưng Long.